# Хай-дайвінг на Чемпіонаті світу з водних видів спорту 2015 — жінки
Змагання з хай-дайвінгу серед жінок на Чемпіонаті світу з водних видів спорту 2015 відбулись 4 серпня 2015. Загалом спортсменки виконали по три стрибки з трампліна заввишки 20 метрів.

## Результати
Раунди 1–2 розпочались о 14:00. Раунд 3 розпочався о 15:00.
| Місце | Стрибунка       | Країна    | Раунд 1 | Раунд 2 | Раунд 3 | Загалом |
| ----- | --------------- | --------- | ------- | ------- | ------- | ------- |
| 1     | Рейчелл Сімпсон | США       | 59.80   | 96.90   | 102.00  | 258.70  |
| 2     | Сесілія Карлтон | США       | 62.40   | 83.30   | 91.65   | 237.35  |
| 3     | Яна Нестряєва   | Білорусь  | 62.40   | 83.30   | 87.40   | 233.10  |
| 4     | Адріана Хіменес | Мексика   | 46.80   | 90.00   | 88.40   | 225.20  |
| 5     | Лізанн Річард   | Канада    | 68.90   | 57.35   | 90.10   | 216.35  |
| 6     | Джінджер Губер  | США       | 66.30   | 69.70   | 77.70   | 213.70  |
| 7     | Анна Бадер      | Німеччина | 63.70   | 70.30   | 60.00   | 194.00  |
| 8     | Жаклін Валенте  | Бразилія  | 50.70   | 79.80   | 56.10   | 186.60  |
| 9     | Тара Тіра       | США       | 50.70   | 54.25   | 74.80   | 179.75  |
| 10    | Діана Томіліна  | Україна   |         |         |         | DNS     |